# Domenic Keller
Domenic Keller es un deportista suizo que compitió en bobsleigh en la modalidad cuádruple. Ganó dos medallas de bronce en el Campeonato Mundial de Bobsleigh, en los años 2000 y 2001.

## Palmarés internacional
| Campeonato Mundial | Campeonato Mundial   | Campeonato Mundial | Campeonato Mundial |
| Año                | Lugar                | Medalla            | Prueba             |
| ------------------ | -------------------- | ------------------ | ------------------ |
| 2000               | Altenberg (Alemania) | Medalla de bronce  | Cuádruple          |
| 2001               | Sankt Moritz (Suiza) | Medalla de bronce  | Cuádruple          |